# Wereldkampioenschap handbal vrouwen 1986
Het 9de wereldkampioenschap handbal voor vrouwen vond plaats van 4 tot 14 december 1986 in Nederland. 16 teams namen deel aan de strijd om de wereldtitel. Nederland was de enige die zich kandidaat had gesteld om dit kampioenschap te organiseren. Nederland deed voor de vierde keer mee aan de mondiale titelstrijd en stond bij deze editie voor eigen publiek onder leiding van bondscoach Ján Kecskeméthy. Regerend wereldkampioen Sovjet-Unie wist de titel te prolongeren.

## Voorronde

### Groep A
| № | Land        | Wedstrijden | Wedstrijden | Wedstrijden | Wedstrijden | Doelpunten | Doelpunten | Doelpunten | Punten |
| - | ----------- | ----------- | ----------- | ----------- | ----------- | ---------- | ---------- | ---------- | ------ |
| № | Land        | G           | W           | G           | V           | V          | T          | Saldo      | Punten |
| 1 | Sovjet-Unie | 3           | 2           | 1           | 0           | 68         | 44         | +24        | 5      |
| 2 | Joegoslavië | 3           | 2           | 1           | 0           | 63         | 43         | +20        | 5      |
| 3 | Oostenrijk  | 3           | 1           | 0           | 2           | 47         | 69         | –22        | 2      |
| 4 | Polen       | 3           | 0           | 0           | 3           | 45         | 67         | –22        | 0      |

| Joegoslavië | 25 – 15 | Polen       |
| Sovjet-Unie | 30 – 15 | Oostenrijk  |
| Oostenrijk  | 14 – 24 | Joegoslavië |
| Polen       | 15 – 24 | Sovjet-Unie |
| Polen       | 15 – 18 | Oostenrijk  |
| Joegoslavië | 14 – 14 | Sovjet-Unie |

### Groep B
| № | Land             | Wedstrijden | Wedstrijden | Wedstrijden | Wedstrijden | Doelpunten | Doelpunten | Doelpunten | Punten |
| - | ---------------- | ----------- | ----------- | ----------- | ----------- | ---------- | ---------- | ---------- | ------ |
| № | Land             | G           | W           | G           | V           | V          | T          | Saldo      | Punten |
| 1 | Oost-Duitsland   | 3           | 2           | 1           | 0           | 71         | 39         | +32        | 5      |
| 2 | Hongarije        | 3           | 2           | 1           | 0           | 65         | 48         | +17        | 5      |
| 3 | Nederland        | 3           | 1           | 0           | 2           | 55         | 72         | –17        | 2      |
| 4 | Verenigde Staten | 3           | 0           | 0           | 3           | 39         | 71         | –32        | 0      |

| Hongarije        | 30 – 15 | Verenigde Staten |
| Oost-Duitsland   | 34 – 18 | Nederland        |
| Verenigde Staten | 7 – 23  | Oost-Duitsland   |
| Nederland        | 19 – 21 | Hongarije        |
| Oost-Duitsland   | 14 – 14 | Hongarije        |
| Nederland        | 18 – 17 | Verenigde Staten |

### Groep C
| № | Land              | Wedstrijden | Wedstrijden | Wedstrijden | Wedstrijden | Doelpunten | Doelpunten | Doelpunten | Punten |
| - | ----------------- | ----------- | ----------- | ----------- | ----------- | ---------- | ---------- | ---------- | ------ |
| № | Land              | G           | W           | G           | V           | V          | T          | Saldo      | Punten |
| 1 | Noorwegen         | 3           | 2           | 0           | 1           | 79         | 55         | +24        | 4      |
| 2 | Tsjecho-Slowakije | 3           | 2           | 0           | 1           | 68         | 61         | +7         | 4      |
| 3 | China             | 3           | 1           | 1           | 1           | 57         | 66         | –9         | 3      |
| 4 | Japan             | 3           | 0           | 1           | 2           | 55         | 77         | –22        | 1      |

| China             | 20 – 19 | Noorwegen         |
| Tsjecho-Slowakije | 24 – 17 | Japan             |
| Noorwegen         | 27 – 17 | Tsjecho-Slowakije |
| Japan             | 20 – 20 | China             |
| Noorwegen         | 33 – 18 | Japan             |
| China             | 17 – 27 | Tsjecho-Slowakije |

### Groep D
| № | Land           | Wedstrijden | Wedstrijden | Wedstrijden | Wedstrijden | Doelpunten | Doelpunten | Doelpunten | Punten |
| - | -------------- | ----------- | ----------- | ----------- | ----------- | ---------- | ---------- | ---------- | ------ |
| № | Land           | G           | W           | G           | V           | V          | T          | Saldo      | Punten |
| 1 | Roemenië       | 3           | 3           | 0           | 0           | 74         | 51         | +23        | 6      |
| 2 | West-Duitsland | 3           | 2           | 0           | 1           | 66         | 55         | +11        | 4      |
| 3 | Zuid-Korea     | 3           | 1           | 0           | 2           | 65         | 60         | +5         | 2      |
| 4 | Frankrijk      | 3           | 0           | 0           | 3           | 36         | 75         | –39        | 0      |

| Zuid-Korea     | 22 – 25 | Roemenië       |
| West-Duitsland | 21 – 17 | Frankrijk      |
| Roemenië       | 22 – 21 | West-Duitsland |
| Frankrijk      | 11 – 27 | Zuid-Korea     |
| Zuid-Korea     | 16 – 24 | West-Duitsland |
| Roemenië       | 27 – 8  | Frankrijk      |

## Hoofdronde

### Groep I
| № | Land           | Wedstrijden | Wedstrijden | Wedstrijden | Wedstrijden | Doelpunten | Doelpunten | Doelpunten | Punten |
| - | -------------- | ----------- | ----------- | ----------- | ----------- | ---------- | ---------- | ---------- | ------ |
| № | Land           | G           | W           | G           | V           | V          | T          | Saldo      | Punten |
| 1 | Sovjet-Unie    | 5           | 4           | 1           | 0           | 114        | 81         | +33        | 9      |
| 2 | Oost-Duitsland | 5           | 3           | 1           | 1           | 117        | 93         | +24        | 7      |
| 3 | Joegoslavië    | 5           | 3           | 1           | 1           | 99         | 89         | +10        | 7      |
| 4 | Hongarije      | 5           | 2           | 1           | 2           | 93         | 90         | +3         | 5      |
| 5 | Nederland      | 5           | 1           | 0           | 4           | 92         | 124        | –32        | 2      |
| 6 | Oostenrijk     | 5           | 0           | 0           | 5           | 85         | 123        | –38        | 0      |

| Joegoslavië    | 19 – 18 | Hongarije      |
| Oostenrijk     | 20 – 25 | Oost-Duitsland |
| Sovjet-Unie    | 27 – 17 | Nederland      |
| Hongarije      | 18 – 19 | Sovjet-Unie    |
| Oost-Duitsland | 27 – 17 | Joegoslavië    |
| Nederland      | 22 – 17 | Oostenrijk     |
| Sovjet-Unie    | 24 – 17 | Oost-Duitsland |
| Joegoslavië    | 25 – 16 | Nederland      |
| Oostenrijk     | 19 – 22 | Hongarije      |

### Groep II
| № | Land              | Wedstrijden | Wedstrijden | Wedstrijden | Wedstrijden | Doelpunten | Doelpunten | Doelpunten | Punten |
| - | ----------------- | ----------- | ----------- | ----------- | ----------- | ---------- | ---------- | ---------- | ------ |
| № | Land              | G           | W           | G           | V           | V          | T          | Saldo      | Punten |
| 1 | Tsjecho-Slowakije | 5           | 4           | 0           | 1           | 111        | 101        | +10        | 8      |
| 2 | Noorwegen         | 5           | 3           | 1           | 1           | 117        | 90         | +27        | 7      |
| 3 | Roemenië          | 5           | 3           | 1           | 1           | 123        | 112        | +11        | 7      |
| 4 | West-Duitsland    | 5           | 2           | 0           | 3           | 93         | 96         | –3         | 4      |
| 5 | China             | 5           | 1           | 1           | 3           | 100        | 118        | –18        | 3      |
| 6 | Zuid-Korea        | 5           | 0           | 1           | 4           | 96         | 123        | –27        | 1      |

| 9 december 20:30 | Tsjecho-Slowakije | 19 – 13 | West-Duitsland | Almere |
| 9 december 20:30 | (8–5)             |         |                | Almere |
| 9 december 20:30 |                   |         |                | Almere |

| 9 december 20:30 | Noorwegen | 29 – 16 | Zuid-Korea | Den Haag |
| 9 december 20:30 | (10–7)    |         |            | Den Haag |
| 9 december 20:30 |           |         |            | Den Haag |

| 9 december 20:30 | Roemenië | 32 – 24 | China | Hoorn |
| 9 december 20:30 | (16–10)  |         |       | Hoorn |
| 9 december 20:30 |          |         |       | Hoorn |

| 10 december 18:30 | Roemenië | 21 – 22 | Tsjecho-Slowakije | Amsterdam |
| 10 december 18:30 | (11–12)  |         |                   | Amsterdam |
| 10 december 18:30 |          |         |                   | Amsterdam |

| 10 december 18:30 | China  | 19 – 19 | Zuid-Korea | Apeldoorn |
| 10 december 18:30 | (8–12) |         |            | Apeldoorn |
| 10 december 18:30 |        |         |            | Apeldoorn |

| 10 december 18:30 | Noorwegen | 19 – 14 | West-Duitsland | Delft |
| 10 december 18:30 | (9–8)     |         |                | Delft |
| 10 december 18:30 |           |         |                | Delft |

| 12 december 20:30 | Tsjecho-Slowakije | 26 – 23 | Zuid-Korea | Hoorn |
| 12 december 20:30 | (14–13)           |         |            | Hoorn |
| 12 december 20:30 |                   |         |            | Hoorn |

| 12 december 20:30 | West-Duitsland | 21 – 20 | China | Den Haag |
| 12 december 20:30 | (12–9)         |         |       | Den Haag |
| 12 december 20:30 |                |         |       | Den Haag |

| 12 december 20:30 | Noorwegen | 23 – 23 | Roemenië | Arnhem |
| 12 december 20:30 | (10–11)   |         |          | Arnhem |
| 12 december 20:30 |           |         |          | Arnhem |

## Plaatsingswedstrijden

### 13de/16de plaats
| №  | Land             | Wedstrijden | Wedstrijden | Wedstrijden | Wedstrijden | Doelpunten | Doelpunten | Doelpunten | Punten |
| -- | ---------------- | ----------- | ----------- | ----------- | ----------- | ---------- | ---------- | ---------- | ------ |
| №  | Land             | G           | W           | G           | V           | V          | T          | Saldo      | Punten |
| 13 | Polen            | 3           | 3           | 0           | 0           | 59         | 47         | +12        | 6      |
| 14 | Japan            | 3           | 2           | 0           | 1           | 57         | 53         | +4         | 4      |
| 15 | Frankrijk        | 3           | 1           | 0           | 2           | 53         | 46         | +7         | 2      |
| 16 | Verenigde Staten | 3           | 0           | 0           | 3           | 45         | 68         | –23        | 0      |

| 9 december 18:30 | Polen  | 18 – 16 | Japan | Veenendaal |
| 9 december 18:30 | (13–5) |         |       | Veenendaal |
| 9 december 18:30 |        |         |       | Veenendaal |

| 9 december 20:30 | Frankrijk | 21 – 11 | Verenigde Staten | Veenendaal |
| 9 december 20:30 | (11–4)    |         |                  | Veenendaal |
| 9 december 20:30 |           |         |                  | Veenendaal |

| 10 december 18:30 | Polen  | 19 – 17 | Frankrijk | Schiedam |
| 10 december 18:30 | (10–7) |         |           | Schiedam |
| 10 december 18:30 |        |         |           | Schiedam |

| 10 december 20:30 | Japan  | 25 – 20 | Verenigde Staten | Schiedam |
| 10 december 20:30 | (14–8) |         |                  | Schiedam |
| 10 december 20:30 |        |         |                  | Schiedam |

| 12 december 18:30 | Verenigde Staten | 14 – 22 | Polen | Breda |
| 12 december 18:30 | (8–11)           |         |       | Breda |
| 12 december 18:30 |                  |         |       | Breda |

| 12 december 20:30 | Japan | 16 – 15 | Frankrijk | Breda |
| 12 december 20:30 | (9–7) |         |           | Breda |
| 12 december 20:30 |       |         |           | Breda |

### 11de plaats
| 13 december | Zuid-Korea            | 31 – 30 n.v. | Oostenrijk | Utrecht |
| 13 december | (25–25, 23–23, 13–12) |              |            | Utrecht |
| 13 december |                       |              |            | Utrecht |

### 9de plaats
| 13 december | Nederland | 17 – 22 | China | Utrecht |
| 13 december | (11–10)   |         |       | Utrecht |
| 13 december |           |         |       | Utrecht |

### 7de plaats
| 13 december | West-Duitsland | 18 – 17 | Hongarije | Utrecht |
| 13 december | (9–8)          |         |           | Utrecht |
| 13 december |                |         |           | Utrecht |

### 5de plaats
| 13 december | Roemenië       | 28 – 26 n.v. | Joegoslavië | Utrecht |
| 13 december | (22–22, 10–13) |              |             | Utrecht |
| 13 december |                |              |             | Utrecht |

### Troostfinale
| 14 december | Noorwegen | 23 – 19 | Oost-Duitsland | Rotterdam Ahoy, Rotterdam |
| 14 december | (14–8)    |         |                | Rotterdam Ahoy, Rotterdam |
| 14 december |           |         |                | Rotterdam Ahoy, Rotterdam |

### Finale
| 14 december | Sovjet-Unie             | 30–22   | Tsjecho-Slowakije    | Rotterdam Ahoy, Rotterdam |
| 14 december | Nataliya Kirtschik (14) | (15–12) | Mária Ďurišinová (9) | Rotterdam Ahoy, Rotterdam |
| 14 december | 4×                      |         | 3×                   | Rotterdam Ahoy, Rotterdam |

## Eindrangschikking
| Rang   | Team              |
| ------ | ----------------- |
| Goud   | Sovjet-Unie       |
| Zilver | Tsjecho-Slowakije |
| Brons  | Noorwegen         |
| 4      | Oost-Duitsland    |
| 5      | Roemenië          |
| 6      | Joegoslavië       |
| 7      | West-Duitsland    |
| 8      | Hongarije         |
| 9      | China             |
| 10     | Nederland         |
| 11     | Zuid-Korea        |
| 12     | Oostenrijk        |
| 13     | Polen             |
| 14     | Japan             |
| 15     | Frankrijk         |
| 16     | Verenigde Staten  |